# Rio Jacaré (vattendrag i Brasilien, Bahia, lat -10,05, long -42,22)
Rio Jacaré är ett vattendrag i Brasilien.   Det ligger i delstaten Bahia, i den östra delen av landet, 900 km nordost om huvudstaden Brasília.
I omgivningarna runt Rio Jacaré växer huvudsakligen savannskog. Runt Rio Jacaré är det mycket glesbefolkat, med 5 invånare per kvadratkilometer.